# Діерінг (Нью-Гемпшир)
Діерінг (англ. Deering) — місто (англ. town) в США, в окрузі Гіллсборо штату Нью-Гемпшир. Населення — 1904 особи (2020).

## Демографія
Згідно з переписом 2010 року, у місті мешкало 1912 осіб у 740 домогосподарствах у складі 534 родин. Було 932 помешкання
Расовий склад населення:
| - 97,0 % — білих - 0,9 % — азіатів - 0,3 % — чорних або афроамериканців - 0,2 % — корінних американців |

До двох чи більше рас належало 1,5 %. Частка іспаномовних становила 1,3 % від усіх жителів.
За віковим діапазоном населення розподілялося таким чином: 19,4 % — особи молодші 18 років, 67,1 % — особи у віці 18—64 років, 13,5 % — особи у віці 65 років та старші. Медіана віку мешканця становила 42,9 року. На 100 осіб жіночої статі у місті припадало 107,4 чоловіків;  на 100 жінок у віці від 18 років та старших — 105,1 чоловіків також старших 18 років.
Середній дохід на одне домашнє господарство  становив 82 852 долари США (медіана — 65 650), а середній дохід на одну сім'ю — 92 657 доларів (медіана — 77 083). Медіана доходів становила 52 614 долари для чоловіків та 40 921 долар для жінок. За межею бідності перебувало 4,6 % осіб, у тому числі 3,2 % дітей у віці до 18 років та 0,9 % осіб у віці 65 років та старших.
Цивільне працевлаштоване населення становило 986 осіб. Основні галузі зайнятості: освіта, охорона здоров'я та соціальна допомога — 23,6 %, виробництво — 18,0 %, науковці, спеціалісти, менеджери — 12,9 %, роздрібна торгівля — 9,9 %.